# 東都短期大学
東都短期大学（とうとたんきだいがく）は、東京都世田谷区玉川等々力町2-486において1950年4月1日に設置が計画されていた日本の私立短期大学である。

## 概要
- 東京都世田谷区に設置される予定のあった日本の私立短期大学で、その主体は財団法人東都学園[1]。
- その法人が擁していた東都専門学校を母体として1949年当時、文部省[注 1]に短期大学の設置認可に関する申請を行う[注 2]。
- 4学科体制で入学定員はトータルで100名という内容のものだった[1]が、結果的には不認可となり、設立を断念した[注 3]。
- なお母体とされた東都専門学校は1961年8月18日をもって正式に廃止が認可された[9]。

## 設置予定学科
- 経営学科 入学定員40名
- 国文学科 入学定員20名
- 食品工学科 入学定員20名
- 電気通信工学科 入学定員20名